# Клокочовник
Клокочовник (словен. Klokočovnik) — поселення в общині Словенське Коніце, Савинський регіон, Словенія. Висота над рівнем моря: 383,7 м.